# Jon Einar Bergsland
Jon Einar Bergsland (Kristiansand, 24 d'agost de 1981) va ser un ciclista noruec, professional fins al 2013.

## Palmarès
- 2012
  - Vencedor d'una etapa al Sibiu Cycling Tour